# View-Master

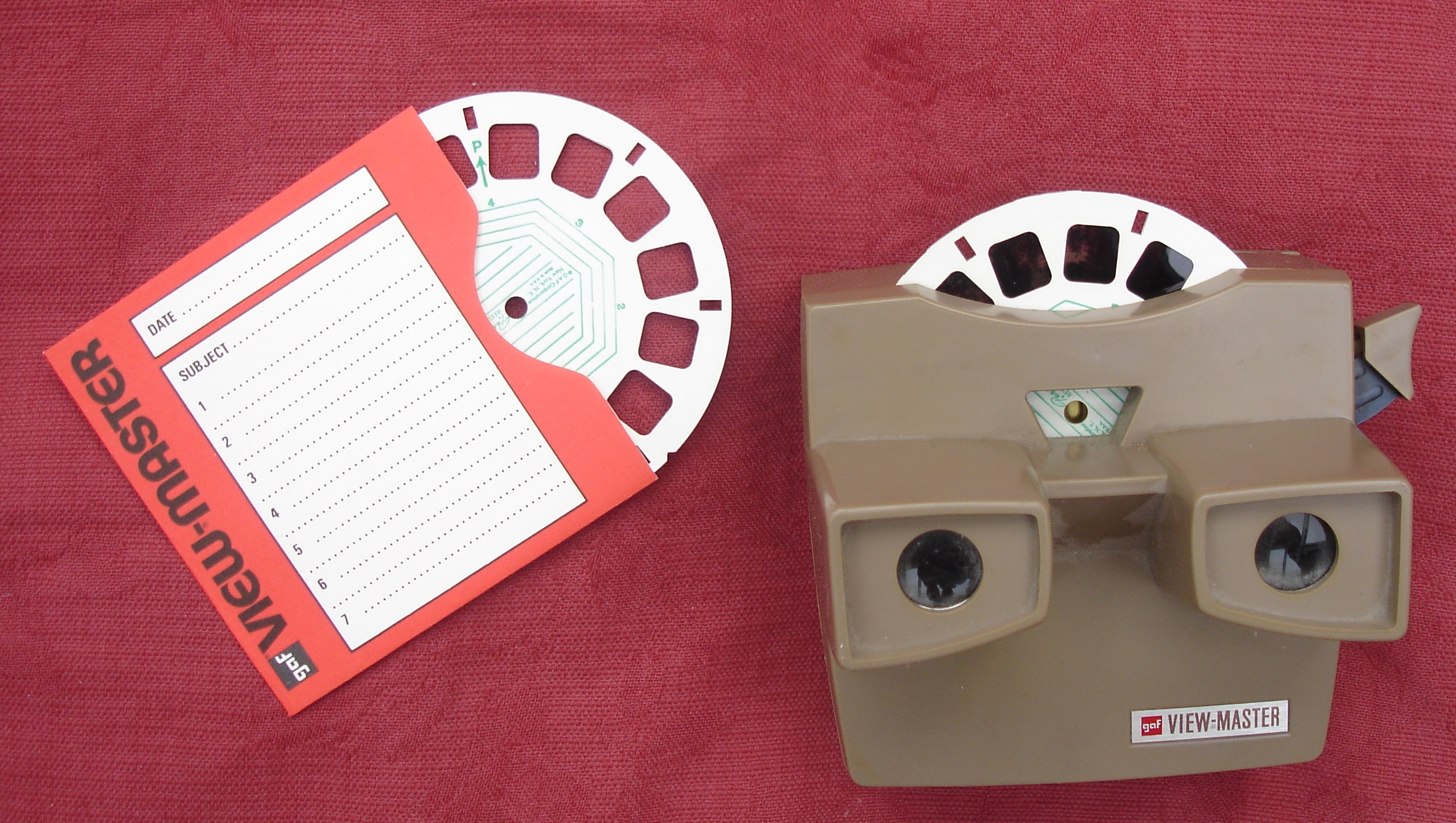
Stereoscoop voor VM-schijven

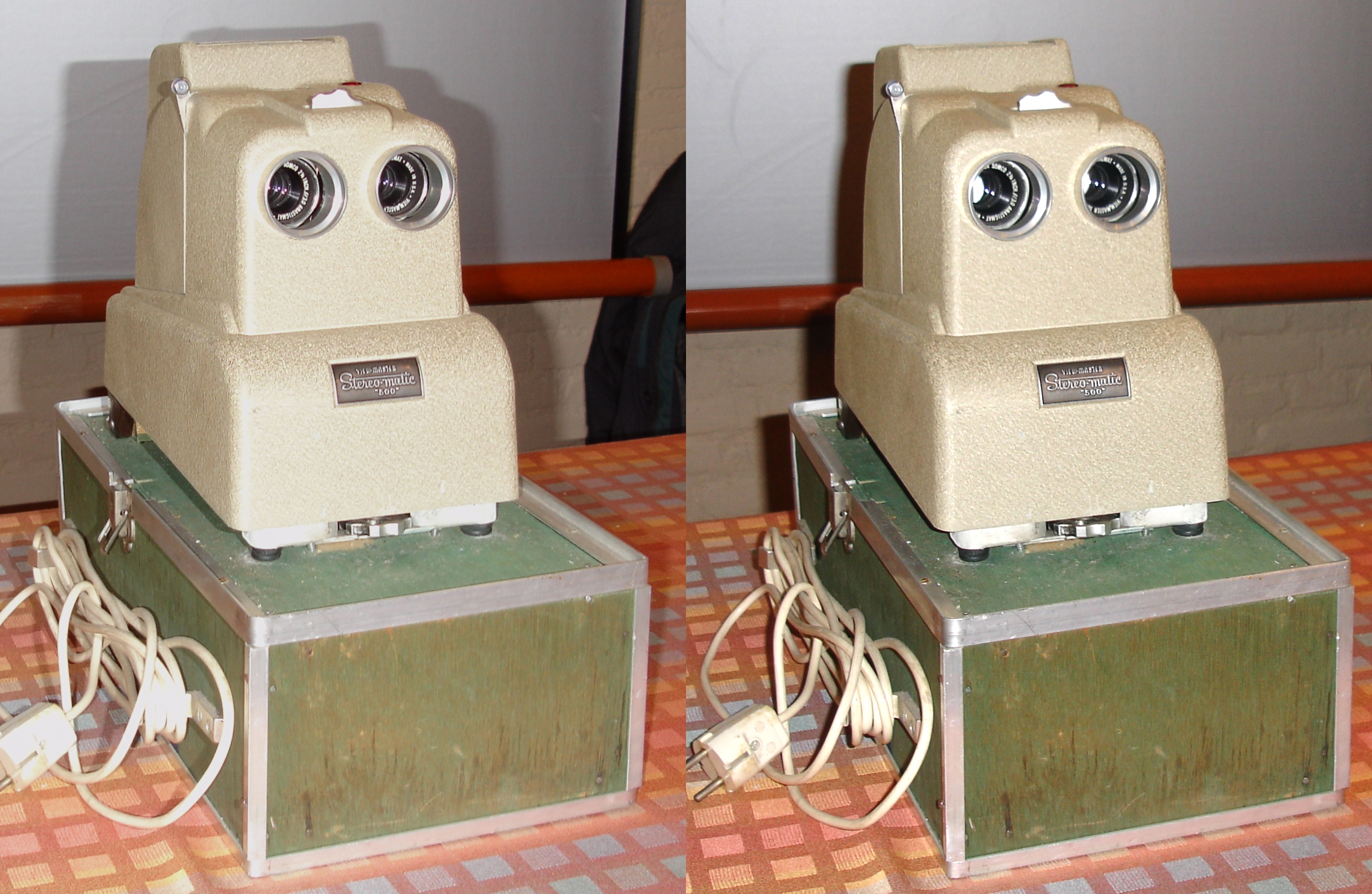
Projector voor VM-schijven (stereofoto)

View-Master is de merknaam van een systeem voor stereofoto's. Het systeem werd in 1939 uitgevonden door de Amerikaanse Duitser William Gruber en in productie genomen door Sawyer's, een fabriekje in Grubers woonplaats Portland (Oregon).
De dia's zijn gemonteerd in ronde kartonnen schijven, zeven paren per schijf. Deze schijven passen in een stereoscoop of diaprojector. De stereoscopen zijn voor weinig geld te koop, maar er bestaan ook duurdere stereoscopen van uitstekende kwaliteit. In de oorlog werd het systeem voor opleidingen gebruikt door het Amerikaanse ministerie van defensie. Na de oorlog werd View-Master bij het algemene publiek populair.
In het medisch onderwijs werd het View Master-systeem regelmatig gebruikt als toevoeging bij boeken die belangrijke structuren in 3D moesten uitleggen, zoals anatomie en de uitleg van chirurgische ingrepen. Een voorbeeld hiervan is het boek "Stereoscopic Atlas Of Ophthalmic Surgery Of Domestic Animals" van Harlan E. Jensen (Mosby, Saint Louis, 1973). Achter in dit boek, dat over oogchirurgie gaat, zitten 16 View-Master-schijven en een opvouwbare viewer.
In 1966 werd Sawyer's overgenomen door General Anilin and Film Corporation (GAF).
Tegenwoordig wordt View-Master meer als speelgoed beschouwd dan als een geavanceerd systeem. Dat blijkt uit de winkels waar het systeem verkocht wordt en uit de onderwerpen van de verkrijgbare schijven.
De stereofoto's van View-Master bevinden zich in ronde schijven met elk zeven stereofoto's (veertien beeldjes). De grootte van elk beeldje is 10,5 x 11,7 mm.
De meeste liefhebbers van dit systeem kopen schijven die door de fabrikant van foto's zijn voorzien. Ze worden meestal geleverd in pakketjes van drie (21 stereofoto's).

## Zelf fotograferen
Het is echter ook mogelijk zelf schijven te maken. Hiervoor bestaan camera's die opnamen maken op een kleinbeeldfilm voor dia's. De beeldjes kunnen na het ontwikkelen worden uitgestanst en in lege schijven worden geschoven.

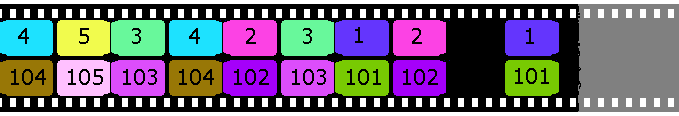
Filmstrook uit View-Master Personal Stereo Camera

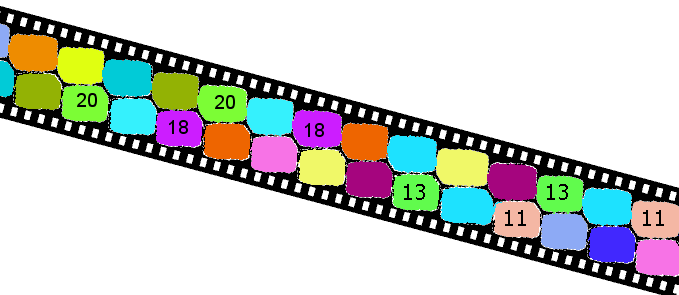
Filmstrook uit View-Master Stereo Color Camera

Bij de V-M Personal Stereo Camera (1952) worden de beeldjes eerst op de bovenste helft van de filmstrook gemaakt. Is de film vol, dan schuift men de objectieven naar beneden en wordt de onderste helft volgeschoten.
Bij de V-M Stereo Color Camera (1962) loopt de film schuin (van linksboven naar rechtsonder) door de camera. Het rechterbeeldje komt op de bovenste helft, het linker op de onderste helft van de film.
De Stereo Mikroma (1962) gebruikt film van 16 mm.
Bij alle camera's werden stansapparaten geleverd om de beeldjes uit de film te kunnen snijden, waarna de beeldjes in een View-Master-schijf geschoven kunnen worden.